# Maurice Goudard
Maurice Goudard (Parigi, 22 dicembre 1881 – 17 gennaio 1948) è stato un ingegnere e inventore francese.

## Biografia
Di famiglia agiata, si laureò nel 1905 presso l'École Centrale, ove conobbe Marcel Mennesson, che divenne suo amico. Nel 1906 inventò un particolare radiatore, a forma di tamburo, ventilato da una girante centrifuga. Il sistema così costruito prese il nome di "radiatore centrifugo" e fu il primo articolo originale prodotto dalla società Goudard & Mennesson (che sarebbe poi divenuta la Solex), fondata sempre nel 1906 dallo stesso Goudard con Marcel Mennesson. Il radiatore centrifugo, tuttavia, a causa della sua forma, non ebbe un grande successo e la sua produzione fu interrotta a metà degli anni 1920. Disinteressatosi al raffreddamento dei motori, Goudard si dedicò ai carburatori, che divennero il suo campo di studi definitivo e che portarono la Solex alla ribalta sulla scena motoristica mondiale.
Data la sua grande esperienza nel campo, nel 1923 Goudard fu nominato presidente della chambre syndicale des accessoires pour automobiles, cycles et appareils aériens. Egli ricoprì la carica fino al 5 giugno 1942, quando, in piena occupazione tedesca della Francia, rassegnò per protesta le dimissioni. Goudard infatti, da liberista convinto, mal sopportava le ingerenze dello Stato (la burocrazia particolarmente) nel funzionamento dell'industria. Nello stesso 1942 si scagliò nuovamente contro il dirigismo con il saggio La Défense du libéralisme, tirato in cinquecento copie. Nel 1944 l'opera fu nuovamente pubblicata, in due edizioni.
Contribuì alla nascita nel 1927 del Bureau des Normes de l'Automobile, organizzazione per la normalizzazione della produzione automobilistica.
Fu presidente dal 1932 al 1936 della Societé des Ingénieurs de l'Automobile.